# Dor retal
A dor retal é o sintoma de dor na área do reto. Várias causas diferentes (68) foram documentadas.

## Diagnóstico diferencial

### Fissuras anais
Uma das causas mais comuns de dor retal é uma fissura anal. Envolve um rasgo no canal anal provavelmente devido a trauma de defecação e geralmente é tratado de forma eficaz com banhos de assento, laxantes e analgésicos.

### LAS e proctalgia fugaz
Duas causas mais comuns de dor anorretal funcional são a síndrome do elevador do ânus (LAS) e a proctalgia fugaz. Acredita-se que ambas as condições sejam causadas por espasmos musculares do músculo elevador do ânus ou do músculo do esfíncter anal, respectivamente, e podem se sobrepor sintomaticamente a uma terceira condição menos comum chamada coccigodinia, que é resultado de trauma anterior no osso do cóccix. Estresse, sessão prolongada e constipação parecem estar associados ao LAS. A maioria (90%) dos que relatam episódios crônicos dessa dor são mulheres. Alguns pesquisadores agrupam essas condições na categoria médica de "mialgia tensional do soalho pélvico". Menos de um terço das pessoas que experimentam essas condições procuram tratamento médico para elas. O tratamento pode envolver o uso de medicamentos antiespasmódicos, bem como o treinamento para baixo (envolvimento consciente e relaxamento de movimentos musculares anteriormente inconscientes) para que os espasmos ocorram com menos frequência ou de jeito nenhum.

### Abscesso anorretal
Um abscesso anorretal é uma infecção que forma uma bolsa de pus dentro dos tecidos ao redor do ânus. É tratado cirurgicamente por incisão e drenagem.

### Infecções
Infecções bacterianas, virais e protozoárias podem ocorrer na área ao redor do reto. Estes podem ser o resultado de uma doença sexualmente transmissível.

### Outro
Hemorroidas ou corpo estranho retal.